# Patrice Cormier
Patrice Victor Cormier (* 14. Juni 1990 in Cap-Pelé, New Brunswick) ist ein ehemaliger kanadischer Eishockeyspieler, der im Verlauf seiner aktiven Karriere zwischen 2006 und 2024 unter anderem 49 Spiele für die Atlanta Thrashers bzw. Winnipeg Jets in der National Hockey League (NHL) auf der Position des Centers bestritten hat. Darüber hinaus absolvierte Cormier weit über 450 Partien in der American Hockey League (AHL) und verbrachte eine Spielzeit bei den Eisbären Berlin in der Deutschen Eishockey Liga (DEL). Sein älterer Bruder Kevin war ebenfalls ein professioneller Eishockeyspieler.

## Karriere

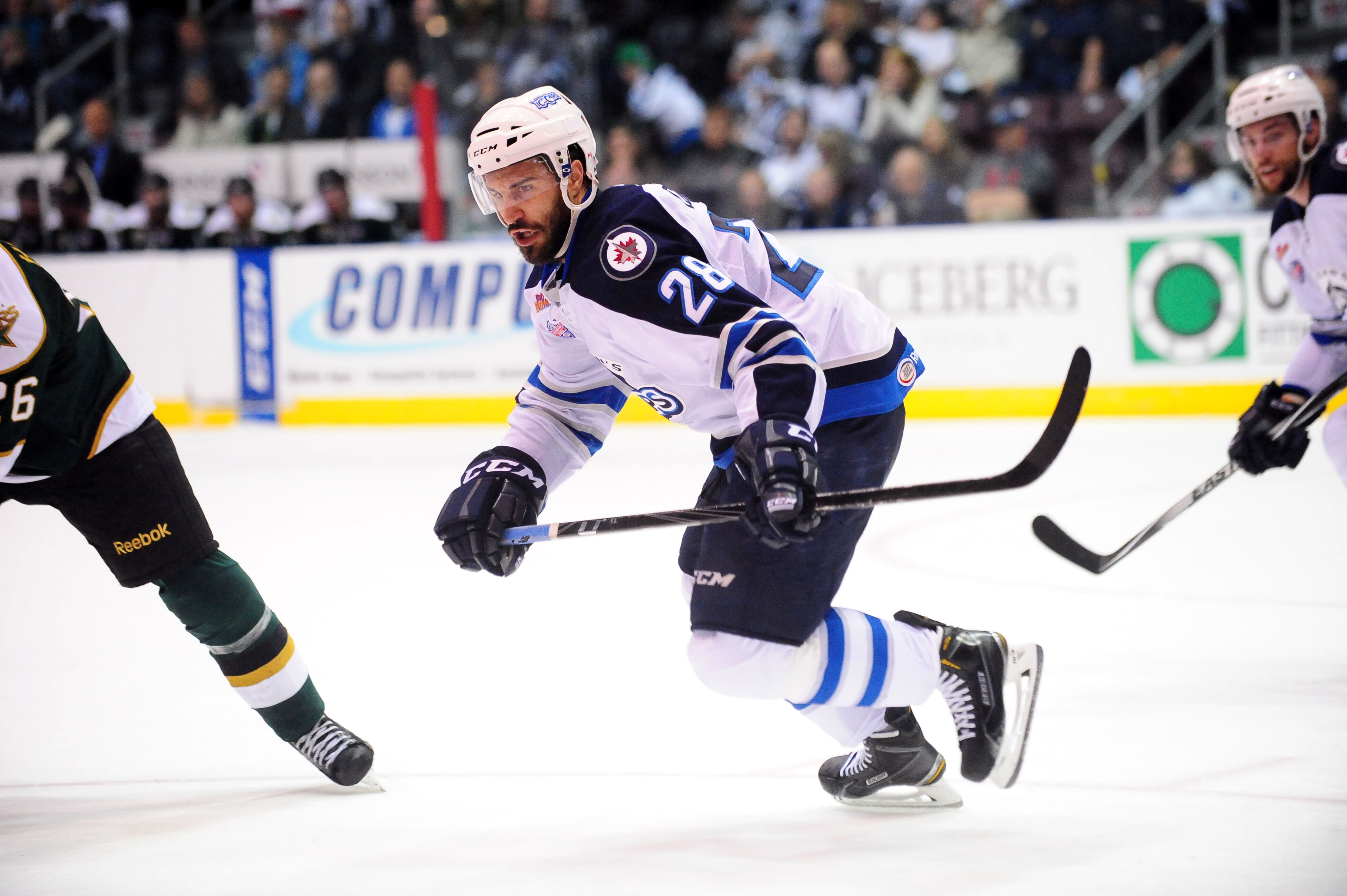
Cormier im Trikot der St. John’s IceCaps (2014)

Patrice Cormier begann seine Karriere als Eishockeyspieler bei den Moncton Gagnon Beavers in der Maritime Junior A Hockey League (MJAHL), für die er von 2004 bis 2006 aufs Eis ging. Im Anschluss wechselte Cormier zu den Océanic de Rimouski, für das er von 2006 bis 2010 in der kanadischen Juniorenliga Ligue de hockey junior majeur du Québec (LHJMQ) aktiv war. In diesem Zeitraum wurde er im NHL Entry Draft 2008 in der zweiten Runde als insgesamt 54. Spieler von den New Jersey Devils ausgewählt, blieb jedoch weiterhin in Rimouski. Am 8. Januar 2010 wechselte der Center innerhalb der LHJMQ zu den Huskies de Rouyn-Noranda. In seinem dritten Spiel für die Huskies verletzte er seinen Gegenspieler Mikael Tam am 18. Januar 2010 vorsätzlich mit einem Ellenbogencheck, wofür er für den Rest der regulären Saison und die gesamten Playoffs vom Spielbetrieb der LHJMQ suspendiert wurde.
Im 2010 wurde Cormier zusammen mit Johnny Oduya und Niclas Bergfors sowie ein Erstrundenwahlrecht für den NHL Entry Draft 2010 von den New Jersey Devils im Tausch gegen Ilja Kowaltschuk und Anssi Salmela zu den Atlanta Thrashers transferiert. Für deren Farmteam, die Chicago Wolves, gab der Linksschütze in den Calder-Cup-Playoffs der Saison 2009/10 sein Debüt im professionellen Eishockey. In neun Spielen blieb er dabei punktlos und erhielt acht Strafminuten. Auch die Saison 2010/11 begann er bei den Chicago Wolves und wurde im Saisonverlauf erstmals in den NHL-Kader der Atlanta Thrashers berufen, für die er am 28. Dezember 2010 in der National Hockey League (NHL) debütierte und bei seinem sechsten Einsatz in der Begegnung gegen die Toronto Maple Leafs seinen ersten Treffer erzielte. Auch nach der Umsiedlung der Thrashers nach Winnipeg kam Cormier hauptsächlich in der AHL für die St. John’s IceCaps und nur sporadisch in der NHL bei den Jets zum Einsatz. Ab 2016 stand er fest bei den Manitoba Moose in der AHL unter Vertrag und war dort Mannschaftskapitän.
Zur Spielzeit 2018/19 wechselte er nach Kasachstan zu Barys Astana in die Kontinentale Hockey-Liga (KHL). Dort war der Kanadier eine Spielzeit aktiv, ehe er im Sommer 2019 innerhalb der Liga zu Ak Bars Kasan wechselte. Nach zwei Spielzeiten schloss Cormier sich auf die Saison 2021/22 hin Awtomobilist Jekaterinburg an. Dort war der Kanadier weitere zwei Jahre aktiv. Zur Saison 2023/24 wurde er für ein Jahr von den Eisbären Berlin aus der Deutschen Eishockey Liga (DEL) verpflichtet, mit denen er am Saisonende die Deutsche Meisterschaft gewann. Danach kehrte Cormier nach Kanada zurück und trat im professionellen Eishockey nicht mehr in Erscheinung.

### International

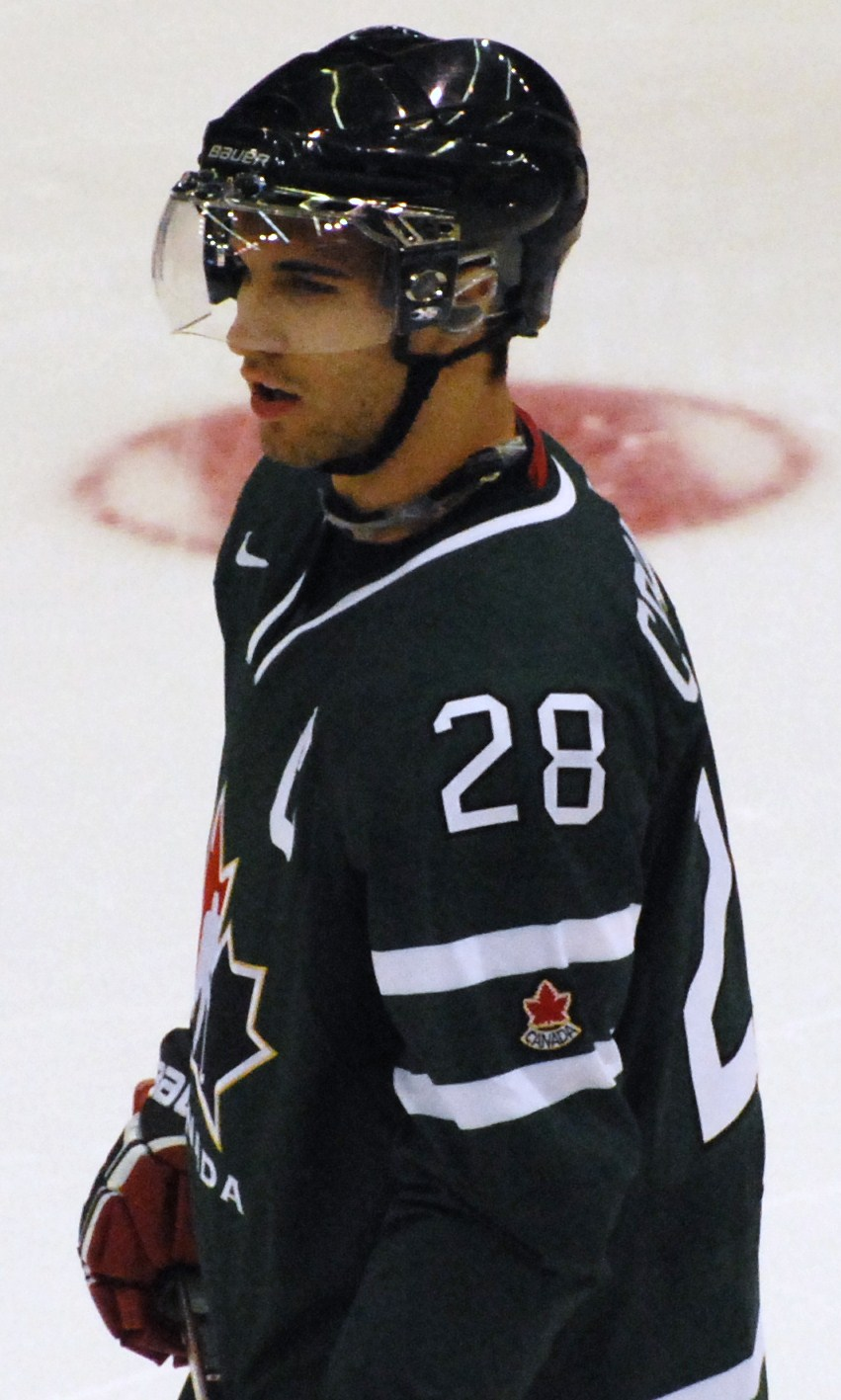
Cormier als Kapitän der kanadischen U20-Nationalmannschaft (2010)

Für Kanada nahm Cormier an den U20-Junioren-Weltmeisterschaften 2009 und 2010 teil. Bei der U20-WM 2010 gewann er mit seiner Mannschaft die Silbermedaille, ein Jahr zuvor wurde er mit Kanada U20-Junioren-Weltmeister. Er selbst trug zu diesen Erfolgen mit drei Toren und fünf Vorlagen in zwölf Spielen bei. Bei der U20-WM 2010 war er zudem Mannschaftskapitän Kanadas.

## Erfolge und Auszeichnungen
- 2008 Teilnahme am CHL Top Prospects Game
- 2009 Memorial Cup All-Star Team
- 2024 Deutscher Meister mit den Eisbären Berlin

### International
- 2009 Goldmedaille bei der U20-Junioren-Weltmeisterschaft
- 2010 Silbermedaille bei der U20-Junioren-Weltmeisterschaft

## Karrierestatistik

### International
Vertrat Kanada bei:
- World U-17 Hockey Challenge 2006
- U20-Junioren-Weltmeisterschaft 2009
- U20-Junioren-Weltmeisterschaft 2010

(Legende zur Spielerstatistik: Sp oder GP = absolvierte Spiele; T oder G = erzielte Tore; V oder A = erzielte Assists; Pkt oder Pts = erzielte Scorerpunkte; SM oder PIM = erhaltene Strafminuten; +/− = Plus/Minus-Bilanz; PP = erzielte Überzahltore; SH = erzielte Unterzahltore; GW = erzielte Siegtore; 1 Play-downs/Relegation; Kursiv: Statistik nicht vollständig)